# FightAIDS@Home
Projektet FightAIDS@Home använder tekniken distributed computing för att hitta ett sätt att utrota hiv.
FightAIDS@Home har körts sedan 2002 och gick med i World Community Grid den 21 november 2005.
Projektet använder World Community Grid distribuerad datorplattform som använder den välkända BOINC distribuerad datorplattform.